# Відома Македонія
Відома Македонія (грец. Μακεδονία ξακουστή — Македоніа ксакусті) — патріотична пісня, що вважається неофіційним гімном грецької провінції Македонія.
Вона асоціюється з «Македонською боротьбою за свободу» (Македонмахі).
До початку 24-годинного радіомовлення, вона виконувалася наприкінці мовлення на македонському радіо-каналі у Греції («Radio-Makedonia 102FM»), перед національним гімном Греції. Також пісню можна почути на парадах або національних святах.
Відповідно до вебсайту Армії Греції, цей військовий марш (εμβατήριο) заснований на «Македонському танці» (Μακεδονικός Χορός), який пов'язаний з візантійським «Акрітом».
Вона написана у доричному стилі, у 15-складовому ямбі (ιαμβικός δεκαπεντασύλλαβος).

## Текст
| Оригінальна версія : Μακεδονία ξακουστή | Транслітерація: Македоні́а ксакусті́ | Переклад на українську: Відома Македонія |
| --- | --- | --- |
| Μακεδονία ξακουστή, του Αλεξάνδρου η χώρα, που έδιωξες τους βάρβαρους κι ελεύθερη είσαι τώρα! Είσαι και θα ΄σαι ελληνική, Ελλήνων το καμάρι, κι εμείς θα σ'αντικρύζουμε, περήφανα και πάλι! Οι Μακεδόνες δε μπορούν να ζούνε σκλαβωμένοι, όλα και αν τα χάσουνε η λευτεριά τους μένει! | Македоні́а ксакусті́, ту Алекса́ндру і хо́ра, пу е́дьйоксес тус ва́рварус, кі еле́фтері і́се то́ра! І́се ке та се Еллінікі́, Еллі́нон то кама́рі, кі емі́с та с'антікру́зуме, пері́фана ке па́лі! І Македо́нес де бору́н на зу́не склавоме́ні, о́ла ке ан та ха́суне і лефтері́а тус ме́ні! | Відома Македонія, Земля Александра, Ти вигнала варварів, І тепер ти вільна! Ти була і є грецькою, Велика слава греків, І ми дивитимемось на тебе Із гордістю знову! Македонці не можуть Жити в рабстві, Навіть якщо втратять все, Вони все-таки будуть вільними! |

У перші десятиліття XX століття у третьому рядку гімну співали «ти прогнала болгар», але внаслідок потепління греко-болгарських відносин, слово «Βούλγαρους» («Болгари»), було замінено на більш політкоректне «βάρβαρους» («варвари») щоб усунути образливий характер та спрямованість проти конкретної нації.
Також рядки «κι εμείς θα σ'αντικρύζουμε, ελεύθερη και πάλι!» («І ми будемо дивитися на тебе із гордістю знову!!») іноді співаються «κι εμείς τα Ελληνόπουλα, σου πλέκουμε στεφάνι!» («і ми, сини Греції, покладемо на тебе корону»).